# Юніон-Сіті (Мічиган)
Юніон-Сіті (англ. Union City) — селище (англ. village) в США, в округах Бранч і Калгун штату Мічиган. Населення — 1714 особи (2020).

## Географія
Юніон-Сіті розташований за координатами 42°4′0″ пн. ш. 85°8′35″ зх. д. / 42.06667° пн. ш. 85.14306° зх. д. (42.066714, -85.143168).  За даними Бюро перепису населення США в 2010 році селище мало площу 3,86 км², з яких 3,74 км² — суходіл та 0,13 км² — водойми.

## Демографія
Згідно з переписом 2010 року, у селищі мешкало 1599 осіб у 631 домогосподарстві у складі 427 родин. Густота населення становила 414 особи/км².  Було 725 помешкань (188/км²).
Расовий склад населення:
| - 95,2 % — білих - 0,8 % — азіатів - 0,6 % — корінних американців - 0,4 % — чорних або афроамериканців |

До двох чи більше рас належало 2,8 %. Частка іспаномовних становила 1,0 % від усіх жителів.
За віковим діапазоном населення розподілялося таким чином: 27,6 % — особи молодші 18 років, 58,6 % — особи у віці 18—64 років, 13,8 % — особи у віці 65 років та старші. Медіана віку мешканця становила 35,7 року. На 100 осіб жіночої статі у селищі припадало 94,3 чоловіків;  на 100 жінок у віці від 18 років та старших — 86,9 чоловіків також старших 18 років.
Середній дохід на одне домашнє господарство  становив 44 168 доларів США (медіана — 34 952), а середній дохід на одну сім'ю — 48 830 доларів (медіана — 44 079). Медіана доходів становила 31 287 доларів для чоловіків та 31 719 доларів для жінок. За межею бідності перебувало 18,0 % осіб, у тому числі 22,8 % дітей у віці до 18 років та 7,0 % осіб у віці 65 років та старших.
Цивільне працевлаштоване населення становило 675 осіб. Основні галузі зайнятості: виробництво — 22,5 %, освіта, охорона здоров'я та соціальна допомога — 21,3 %, роздрібна торгівля — 17,9 %.